# Modibo Keita
Modibo Keita (n. 31 iulie 1942, Koulikoro, Regiunea Koulikoro, Mali – d. 2 ianuarie 2021, Bamako, Bamako Capital District⁠(d), Mali) a fost un politician malian care a fost prim-ministru al statului Mali în două ocazii separate, între 18 martie 2002 și 8 iunie 2002, și din ianuarie 2015 până în aprilie 2017.
În aprilie 2014, el a fost numit reprezentantul principal al președintelui Ibrahim Boubacar Keita pentru negocierile cu rebelii. Ulterior, președintele Keita l-a numit pentru a-i succeda lui Moussa Mara în funcția de prim-ministru la 8 ianuarie 2015. El este rudă cu președintele și părintele fondator al statului, Modibo Keïta, numele lor fiind descendent din cel al prinților Keita din Imperiul Mali. La 7 aprilie 2017, el și-a depus demisia din funcția de prim-ministru.